# Mirannulata samuelsii
Mirannulata samuelsii är en svampart som beskrevs av Huhndorf, F.A. Fernández, A.N. Mill. & Lodge 2003. Mirannulata samuelsii ingår i släktet Mirannulata, klassen Sordariomycetes, divisionen sporsäcksvampar och riket svampar.   Inga underarter finns listade i Catalogue of Life.